# Sümer Koçak
Sümer Koçak (ur. 21 września 1961 w Yozgacie, zm. 5 sierpnia 2020 w Konyi) – turecki zapaśnik w stylu klasycznym. Dwukrotny olimpijczyk. Ósmy w Los Angeles 1984 i odpadł w eliminacjach w Seulu 1988. Startował w kategorii 68–72 kg.
Piąty w mistrzostwach świata w 1987 i szósty w 1982. Siódmy w mistrzostwach Europy w 1984. Brązowy medal na igrzyskach śródziemnomorskich w 1983 i 1987. Mistrz Bałkanów w 1980 roku.